# Multiplataforma
|  | Per a altres significats, vegeu «Multiplataforma (desambiguació)». |

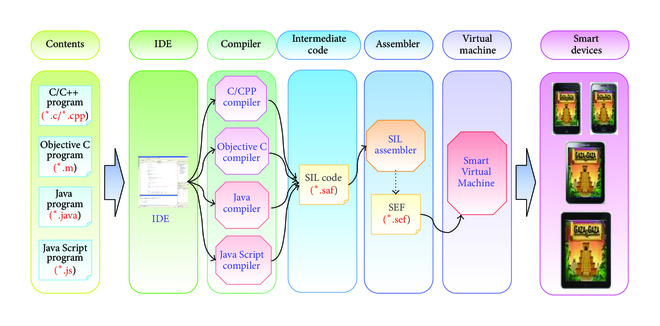
Model de sistema multiplataforma intel·ligent.

Multiplataforma és un terme informàtic que s'utilitza per definir al programari, ja sigui un sistema operatiu, llenguatge de programació, programa, etc. que pot ésser executat en diverses plataformes. Una aplicació multi-plataforma pot executar-se en totes les plataformes més comunes o simplement en més d'una. Per exemple una aplicació multi-plataforma seria capaç d'executar-se a Windows, Linux i Mac OS X, ja sigui en un PowerPC o un X86. Alguns exemples de programes multiplataforma són: LibreOffice, Mozilla Firefox, GIMP, Plucker, Skype, Opera, generalment de programari lliure.

## Aplicacions web
Les aplicacions web normalment es descriuen com multiplataforma perquè, idealment, són accessibles des de qualsevol navegador web: el navegador és la plataforma. Les aplicacions web generalment utilitzen un model client-servidor, però varien àmpliament en complexitat i funcionalitat. Pot ser difícil conciliar el desig de funcions amb la necessitat de compatibilitat.